# Clairol Crown 1979
Il Clairol Crown 1979 è stato un torneo di tennis giocato sul cemento. È stata la 1ª edizione del torneo, che fa parte dei Tornei di tennis femminili indipendenti nel 1979. Si è giocato a Carlsbad negli USA dal 31 marzo al 1º aprile 1979.

## Campionesse

### Singolare
Chris Evert ha battuto in finale  Dianne Fromholtz con il punteggio di 3–6, 6–3, 6–1

### Doppio
- Doppio non disputato